# 貝姬 (尊稱)
貝姬或貝居姆（土耳其語：begüm）是中亞和南亞女性王室成員和貴族的頭銜。它等同於男性的头衔貝伊，在突厥語中意為“夫人”。它通常指伯克的妻子或女兒。
在南亞，特別是在德里，海德拉巴，信德，旁遮普，开伯尔-普赫图赫瓦省和錫爾赫特，貝姬是用於具有較高社會地位，成就或權力的穆斯林婦女的敬稱。
現代烏茲別克斯坦，巴基斯坦，孟加拉國和印度穆斯林男子使用這個詞來指代他們自己的妻子，女兒，姐妹或作為已婚或喪偶婦女的敬稱。
在孟加拉國，該術語已被用於孟加拉國現任和前任第一夫人的頭銜，例如：貝姬卡莉達·齊亞。